# Белоозёрский
Белоозёрский — город в составе городского округа Воскресенска (административно подчинённый городу областного подчинения Воскресенску). Центр городского поселения Белоозёрский.
Население — 13 455 (2024).
С 2019 года город районного подчинения (до 2019 года — посёлок городского типа) в Воскресенском районе Московской области России. С 2004 года в состав Белоозёрского входит микрорайон Красный Холм.
Расстояние до административного центра около 22 км. Железнодорожная платформа Белоозёрская Рязанского направления МЖД.

## Население
| 2002    | 2009    | 2010    | 2012    | 2013    | 2014    | 2015    |
| ------- | ------- | ------- | ------- | ------- | ------- | ------- |
| 14 494  | ↗18 050 | ↘17 842 | ↗17 948 | ↗18 006 | ↗18 068 | ↗18 162 |
| 2016    | 2017    | 2018    | 2019    | 2020    | 2021    | 2023    |
| ↗18 235 | ↘18 234 | ↗18 297 | ↘18 090 | ↘17 898 | ↘13 737 | ↘13 571 |
| 2024    |         |         |         |         |         |         |
| ↘13 455 |         |         |         |         |         |         |

## Экономика
В нескольких километрах от Белоозёрского расположены предприятия: Федеральное казённое предприятие «Государственный казённый научно-испытательный полигон авиационных систем», Федеральное казённое предприятие «Воскресенский государственный казённый агрегатный завод», Федеральное государственное унитарное предприятие «Воскресенский машиностроительный завод „Салют“», Научно-испытательное отделение Федерального государственного предприятия «Конструкторское бюро химического машиностроения им. А. М. Исаева», База испытаний КБ «Салют» Федерального государственного унитарного предприятия «Государственный космический научно-производственный центр им. М. В. Хруничева», Воскресенский экспериментально-технологический центр Федерального государственного унитарного предприятия «ВИАМ» (Всероссийский институт авиационных материалов) и, совсем рядом, предприятие ООО «Завод детского питания „Фаустово“»(группа компаний СИВМА).

## Культура
На территории города находятся:
- Дом культуры «Гармония»;
- Спортивный центр «СПАРТА»;
- Детская школа искусств «Фламинго»;[24]
- Детская музыкальная школа № 2;
- Центры досуга и отдыха;
- Спортивный центр с бассейном «Мой спорт».
- Гостиница с рестораном и СПА-центром «Аристократ»
- Развлекательный центр «Лаванда Холл»
- Кафе «Лаванда»

## Достопримечательности
В центре города на аллее расположен памятник погибшим в годы Великой Отечественной войны.
Накануне 55-летнего юбилея Белоозёрского на въезде в населенный пункт установлен монумент с самолётом МИГ-23 БК.
В 2 км от Белоозёрского в селе Михалёво расположена церковь Рождества Христова (1818 год), в самом же Белоозёрском в 1997—2003 построен храм Всех святых, в земле Российской просиявших.
Недалеко от города находятся два довольно больших озера — рядом с ж.-д. платформой — озеро Островное, в лесу чуть дальше — озеро Белое, в честь которого населенный пункт и получил своё название. Озеро Островное имеет остров (от сюда и название), отделённый от суши болотистой протокой с небольшой глубиной 2—5 м и сильно заиленным дном; на другом берегу есть пляжи. Озеро Белое ещё в 90-х годах имело чистое песчаное дно, поросшее водорослями и, в силу этого, прозрачную (прозрачность до 4—6 м) воду. Озеро Белое расположено в лесу, имеет округлую форму и глубины в центральной и западной частях — свыше 10 м.

## Образование
Среднее общее образование:
- МОУ Средняя общеобразовательная школа № 18
- МОУ Лицей № 23
- МОУ Фаустовская средняя общеобразовательная школа
- МОУ Цибинская средняя общеобразовательная школа[29]

## Транспорт
- Железнодорожный транспорт — платформы Белоозёрская и 63 км (время движения от Казанского вокзала около 1 часа 30 минут).
- Автобус — маршруты №№ 40 от Воскресенска, 358к от Раменского.
- Автотранспорт — 7 км на юго-восток от Малого Московского кольца.